# Pelicinus marmoratus
Espèce
Synonymes
- Myrmopopaea jacobsoni Reimoser, 1933
- Gamasomorpha minima Berland, 1942
- Hytanis pusilla Bryant, 1942
- Scaphiella ula Suman, 1965
- Triaeris reticulatus Chickering, 1968
- Silhouettella mahei Benoit, 1979
- Traieris reticulata Brignoli, 1983
- Gamasomorpha gracilipes Wunderlich, 1987

Statut de conservation UICN

 LC  : Préoccupation mineure
Pelicinus marmoratus est une espèce d'araignées aranéomorphes de la famille des Oonopidae.

## Distribution
Cette espèce est pantropicale. Elle a été observée : 
- à Saint-Vincent, à Niévès, à Sainte-Croix, aux îles Turques-et-Caïques et au Brésil ;
- aux îles Canaries, au Kenya, aux Seychelles, à Sumatra, à Hawaï, aux îles Marshall, aux îles Phœnix et aux Tonga.

## Description
Le mâle décrit par Platnick, Dupérré, Ott, Baehr et Kranz-Baltensperger en 2012 mesure 1,40 mm et la femelle 1,61 mm.

## Publication originale
- Simon, 1892 : On the spiders of the island of St. Vincent. Part 1. Proceedings of the Zoological Society of London, vol. 1891, p. 549-575 (texte intégral).